# Impero corasmio
L'Impero corasmio, o del Khwārezm-Shāh (in persiano خوارزمشا‎) fu un regno musulmano (sunnita) di origine turco-mamelucca, e di cultura persiana, che si estese su Corasmia (regione attorno al delta del fiume Oxus), Transoxiana e Persia.
La dinastia corasmia fu vassalla dei Selgiuchidi prima e dei Qara Khitāy poi, e controllò un vasto impero tra il 1077 e il 1231, corrispondente agli attuali Iran, Turkmenistan, parte dell'Afghanistan, Uzbekistan, Kirghizistan e Tagikistan. La superficie era di 4,9 milioni di km² all'apice.

## Storia
Il fondatore di questa dinastia era uno schiavo mamelucco turco di nome Anushtigīn, coppiere del sultano selgiuchide Malikshah (1072-1092). Sotto il sultano selgiuchide Barkiyaruq, il figlio di Anushtigīn, Quṭb al-Dīn Muḥammad, fu nominato wālī (governatore) della Corasmia (Khwarizm) nel 1077, rivendicando il titolo di Khwārazm-shāh (Scià della Corasmia) e fondando la dinastia anushtiginide. I suoi successori, dopo la caduta dei Selgiuchidi orientali nel 1141, divennero vassalli dei Qara Khitāy, dei mongoli pagani superstiti della dinastia nomade Liao della Cina che, scacciati da quest'ultima per l'intervento di tribù rivali, avevano attraversato l'Asia Centrale fino a stabilirsi nelle regioni corasmie.
Il quinto rappresentante della dinastia anushtiginide, 'Ala' al-Din Tekish, riuscì non solo ad invadere il Khorasan ma ad arrivare fino all'Iraq (nominalmente come emissario dei Khān Karakhitay), dando così origine a un attrito con il governo del califfo abbaside, del quale i Corasmi diventarono i nuovi protettori. A Tekish successe il figlio Muḥammad, nel 1200, come nuovo Khwārezm-Shāh, il quale decise di fare a meno dell'appoggio dei Kara Khitay e conquistò i loro territori, portando l'impero alla massima estensione, dalla Transoxiana e dall'Indo a est fino a Baghdad e al Mar Caspio a ovest. Le conquiste orientali vennero compiute da Muhammad ai danni della dinastia ghuride, che occupava le attuali regioni centrali dell'Afghanistan e che, dalla morte di Tekish, aveva pressato i confini orientali dell'impero. Muhammad fu sconfitto dai Ghuridi ad Amu Darya nel 1204, e fu costretto quindi a chiedere aiuto a un esercito Qara Khitāy con il quale, nello stesso anno, sconfisse i Ghuridi a Hezarasp.
Vista la malaparata, il califfo abbaside al-Nāṣir fu costretto a riconoscere la sovranità del Khwārazm-shāh nella parte di territorio iracheno occupata. L'alleanza fu di breve durata: poco dopo, Muhammad iniziò un altro conflitto, stavolta in aiuto ai karakhanidi, con i quali sconfisse i Kara Khitay lungo il Talas nel 1210, permettendo però a questi ultimi di prendere Samarcanda. Nel 1212, oltre a spostare la capitale da Gurganj a Samarcanda, rovesciò poi i karakhanidi, e poi i ghuridi nel 1215, incorporando così l'intera Tansoxiana e l'odierno Afghanistan nel suo impero, e poi il Syr Darya fino ai monti Zagros con le sue conquiste in Persia occidentale, oltre che al nord dell'Hindu Kush fino al Mar Caspio. Alla vigilia dell'invasione di Gengis Khan, nel 1218, l'impero corasmio dominava così su tutti i territori islamici dell'Asia centrale, arrivando alla sua massima espansione, con una popolazione totale di 5 milioni di abitanti.
Mentre i Mongoli premevano sui confini orientali dell'impero, senza però alcun intento ostile, ʿAlāʾ al-Dīn Muḥammad nel 1218, valutato l'isolamento ormai completo del califfo, tentava di avvicinarsi a Baghdad in vista della sottomissione del califfato abbaside. Gli ʿulamāʾ del Khwārezm emisero in proposito una fatwā che autorizzava la destituzione del califfo al-Nāṣir, che si intendeva soppiantare con un nuovo califfo di nomina corasmia, ma di fede sciita. La successiva avanzata mongola vanificò tuttavia quel piano.
Nel 1219 il governatore della città di Otrar, Inalçuk, fece imprigionare come spie alcuni emissari inviati da Gengis Khan, che intendeva invece avviare rapporti commerciali pacifici col Khwārezmshāh. Gengis mandò tre emissari, uno musulmano e due mongoli, per chiedere la liberazione della carovana e la punizione del governatore che aveva imprigionato i mercanti senza motivo apparente, ma lo shah fece rasare i due mongoli, decapitare il musulmano e giustiziare l'intera carovana. La reazione del condottiero mongolo, che considerava gli ambasciatori sacri e inviolabili, non si fece attendere e fu terribile: proprio all'inizio della campagna, che avvenne nello stesso 1219, Samarcanda, Bukhara, Merv e Nīshāpūr furono saccheggiate e conquistate, insieme a molti dei territori dell'impero corasmio. Lo Shāh fuggì e morì poco più tardi su un'isola del Mar Caspio. Dal 1220 in poi, i Corasmi si ridussero a costituire bande armate mercenarie, pronte a mettersi al servizio dei vari signori musulmani della Siria e del Vicino Oriente.
Il figlio di ʿAlāʾ al-Dīn, Jalāl al-Dīn Mankubirnī, rinunciò al titolo di Shāh e si rifugiò a sua volta nel Caucaso dove intendeva continuare la resistenza contro i Mongoli. Dopo varie razzie e saccheggi lungo l'Indo e nei territori curdi fu però sconfitto dai Selgiuchidi di Rum e dagli Ayyubidi loro alleati. Con l'assassinio di Jalāl al-Dīn nel 1231 l'Impero corasmio giunge al termine.
I seguaci di Jalāl al-Dīn prestarono servizio come mercenari sotto gli Ayyubidi nel 1227, e furono assoldati dall'emiro ayyubide di Damasco, al-Muʿaẓẓam, insorto contro il fratello, il sultano al-Malik al-Kamil (il quale fu per questo costretto a ricercare l'alleanza di Federico II e dei Mamelucchi) e si resero protagonisti della presa e del sacco di Gerusalemme nel 1244. Furono poi chiamati dal sultano ayyubide al-Ṣāliḥ Ayyūb, con la profanazione delle sepolture dei Re di Gerusalemme e la distruzione della basilica della Hagia Sion (tranne la sala del Cenacolo), episodio che innescò la settima crociata. Federico II, infatti, si impegnò a intraprendere la sua più volte rinviata crociata (che sarà caratterizzata da un accordo diplomatico con gli Ayyubidi di al-Malik al-Kamil), riconciliandosi brevemente con Papa Innocenzo IV, in cambio del ritiro della scomunica comminatagli.
Una nuova spedizione armata crociata fu compiuta da Luigi IX, senza sortire alcun utile risultato.

## Elenco dei sovrani corasmi
- Anushtigin (1077 - 1097)
- Ekinchi ibn Qochar (1097)
- Quṭb al-Dīn Muḥammad (1097-1128).
- ʿAlā’ al-Dīn Atsız (1128 - 1156)
- Il-Arslan (1156-1172).
- ʿAlāʾ al-Dīn Tekish (1172-1200), in opposizione al fratello Sulṭān Shāh (1172-1193).
- ʿAlāʾ al-Dīn Muḥammad (1200-1220).
- Jalāl al-Dīn Mankubirnī (1220-1231).